# Table des caractères Unicode/U10840
Cette page contient des caractères spéciaux ou non latins. S’ils s’affichent mal (▯, ?, etc.), consultez la page d’aide Unicode.
Table des caractères Unicode U+10840 à U+1085F.

## Araméen impérial
Utilisés pour l’écriture avec l’alphabet araméen.

### Table des caractères
| en fr   | 0 | 1 | 2 | 3 | 4 | 5 | 6 | 7 | 8 | 9 | A | B | C | D | E | F |
| U+10840 | 𐡀 | 𐡁 | 𐡂 | 𐡃 | 𐡄 | 𐡅 | 𐡆 | 𐡇 | 𐡈 | 𐡉 | 𐡊 | 𐡋 | 𐡌 | 𐡍 | 𐡎 | 𐡏 |
| ------- | - | - | - | - | - | - | - | - | - | - | - | - | - | - | - | - |
| U+10850 | 𐡐 | 𐡑 | 𐡒 | 𐡓 | 𐡔 | 𐡕 |   | 𐡗 | 𐡘 | 𐡙 | 𐡚 | 𐡛 | 𐡜 | 𐡝 | 𐡞 | 𐡟 |